# Framfield
Framfield is een civil parish in het bestuurlijke gebied Wealden, in het Engelse graafschap East Sussex met 1983 inwoners.